# Korongo Airlines
Korongo Airlines sprl était une compagnie aérienne basée à Lubumbashi, République démocratique du Congo, qui effectuait des vols réguliers de passagers. Le projet de compagnie aérienne était une coentreprise (joint venture) entre Brussels Airlines et la multinationale belge Groupe George Forrest International, avec la pleine assistance de Lufthansa. Korongo signifie cigogne en swahili.
Cette compagnie était sur la liste des compagnies aériennes interdites au sein de l'Union Européenne.
Les premiers vols commerciaux (de Lubumbashi vers Kinshasa et Johannesburg) ont été lancés le 16 avril 2012. Mbuji-Mayi a été inclus dans le réseau fin octobre 2012 comme escale entre Kinshasa et Lubumbashi. Korongo Airlines avait pour vocation de relier la Province du Katanga (RDC) avec les autres centres économiques congolais ainsi que la sous-région, l’Europe, les États-Unis et l’Asie via Lubumbashi, Kinshasa et Bruxelles. Le 4 septembre 2015, les actionnaires ont décidé de cesser les activités et de dissoudre la société.

## Historique

### airDC

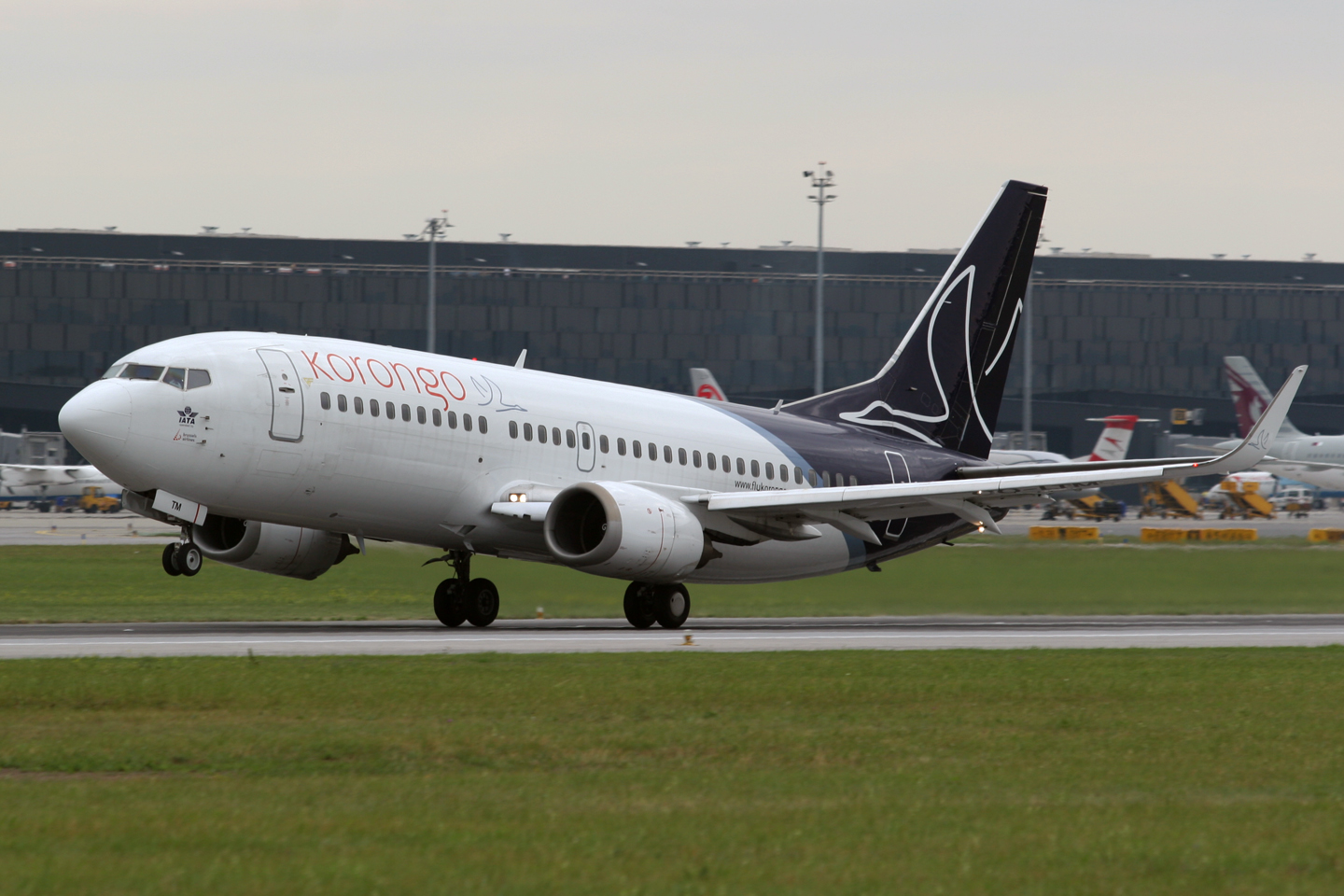
Le Boeing 737-300 de Korongo Airlines

Les efforts de Brussels Airlines pour établir une filiale en République démocratique du Congo, une ancienne colonie belge, remontent à octobre 2007, en coopération avec Hewa Bora Airways. Une coentreprise appelée airDC fut créée dans le but de lancer des vols commerciaux au départ de Kinshasa Airport en 2008,. Ce projet ne s'est jamais concrétisé, bien que deux BAe 146-200 de Brussels Airlines aient été peints aux couleurs de la nouvelle compagnie.

### Nouveaux partenaires
Le 15 décembre 2009, Brussels Airlines annonçait l'abandon du projet airDC et le lancement de Korongo Airlines, avec un financement initial de 10 millions d'euros,. Korongo Airlines appartient pour 70 % à une holding (lui-même propriété à 50,5 % de Brussels Airlines et à 49,5 % de George Forrest International), avec les 30 % restants aux mains d'investisseurs congolais. La société a été officiellement enregistrée le 13 avril 2010 et a officiellement pris l'air au printemps 2012 (16 avril 2012).
Le 5 septembre 2015 Brussels Airlines annonce reprendre les 50,5 % restant donc cette dernière devient l'unique actionnaire 

### Cessation d'activités
Le 4 septembre 2015, les actionnaires ont décidé de cesser les activités et de dissoudre la société en raison du taux d'occupation insuffisant, malgré un taux de remplissage moyen de 70%, et de la concurrence accrue avec l'apparition de la compagnie gouvernementale Congo Airways.

## Flotte
La flotte de Korongo Airlines se composait des avions suivants, livrés par Brussels Airlines qui les destinait initialement à la flotte de airDC :

| Avion          | Total | Immatriculation | Passagers (Business/Economy) |
| -------------- | ----- | --------------- | ---------------------------- |
| Boeing 737-300 | 3     | OO-LTM          | 126 (12/114)                 |

Cet avion, ainsi que les BAe146 OO-DJJ et OO-MJE maintenant retirés du service, sont peints aux couleurs de Korongo Airlines. 
Les avions de Korongo Airlines étaient entretenus par Brussels Airlines, parce que l'Union européenne a décidé d'imposer une interdiction à toutes les compagnies aériennes ayant un support technique en République démocratique du Congo. Par conséquent, Brussels Airlines a confirmé en juillet 2010 la signature d'un contrat avec George Forrest pour construire un hangar de maintenance à l'aéroport international de Lubumbashi. Le 20 avril 2011, Korongo Airlines a été ajouté à la liste noire de l'UE.

## Destinations
Nationales :
- Lubumbashi
- Kolwezi (ouverture prévue, mais non réalisée)
- Mbuji-Mayi
- Kinshasa

Internationales :
- Johannesburg